# Arbejdsmedicin
Arbejdsmedicin beskæftiger sig med samspillet mellem faktorer i arbejdsmiljøet og det ydre miljø på den ene side og på den anden side sundhed og sygdom hos enkeltpersoner og grupper af personer.
Dette foregår ved
- Undersøgelse af enkelt patienter eller mindre grupper af patienter: udredning og diagnosticering af sygdom, vurdering af, om sygdommene har sammenhæng med arbejdsmiljøforhold, iværksættelse af mulige forebyggende foranstaltninger på arbejdspladsen og medvirken til en afklaring af patientens fremtidige muligheder for at klare sig på arbejdsmarkedet. Dette foregår på de arbejdsmedicinske klinikker, der findes i alle regioner.

- Forskning, udført på de arbejdsmedicinske klinikker, på Arbejdsmiljøinstituttet og på enkelte universitetsinstitutter.